# Гамбийско-украинские отношения
Гамбийско-украинские отношения — двусторонние дипломатические отношения между Гамбией и Украиной.

## История
2 июля 1999 года Гамбия признала независимость Украины.
Делегация Гамбии воздержалась при голосовании 27 марта 2014 года на Генеральной Ассамблее ООН по проекту резолюции «Территориальная целостность Украины».
Делегация Гамбии также воздержалась при принятии резолюции «Ситуация с правами человека в Автономной Республике Крым и г. Севастополь» в декабре 2017 года, в декабре 2019 года и декабре 2020 года, а также не участвовала в голосованиях в декабре 2016 года и декабре 2018 года.
Делегация Гамбии не участвовала при принятии резолюции «Проблема милитаризации АР Крым и г. Севастополь (Украина), а также районов Чёрного и Азовского морей» в декабре 2018, в декабре 2019 и в декабре 2020 года.
В 2017 году Гамбия официально поддержала заявку Украины на приобретение статуса наблюдателя в Организации исламского сотрудничества.

### Официальные визиты
С 12 по 14 июля 2001 года президент Гамбии Яйя Джамме находился с рабочим визитом на Украине.
В феврале 2002 года во время рабочего визита на Украину правительственной делегацией Гамбии во главе с государственным секретарем (министром) по иностранным делам Б. Джагне был подписан контракт на строительство в Киевском судостроительном и судоремонтном заводе трёх паромов, достигнута принципиальная договорённость о заказе на Украине двух сухогрузных судов дедвейтом — каждое весит по 5 тыс. тонн.
С 28 апреля по 2 мая 2004 года проходил рабочий визит на Украину официальной делегации из Гамбии во главе с госсекретарём по иностранным делам Б. Джагне и госсекретарём по вопросам промышленности, строительства и инфраструктуры Б. Арбой-Джахумфой.

### Дипломатические отношения
Дипломатические отношения между двумя странами были установлены 2 июля 1999 года путём подписания соответствующего совместного коммюнике в Нью-Йорке. 
Ни посольства Украины в Гамбии, ни посольства Гамбии на Украине не было создано. Функции первого выполняет посольство Украины в Сенегале, а второго — посольство Гамбии в России.

### Экономические отношения
12 июля 2001 года было подписано Соглашение между правительством Украины и правительством Гамбии о содействии и взаимной защите инвестиций.
Украинский экспорт в Гамбию по состоянию на 2019 год составил 27,61 млн. долларов США, что на 3,6 млн. больше предыдущего года. Вывозятся: чёрные металлы (47,6 %), мясо и съедобные субпродукты (23 %), молоко и молочные продукты, яйца птицы, натуральный мед (21,7 %).
В период с 2017 по 2020 год отсутствовал импорт товаров из Гамбии на Украину.

### Культурно-гуманитарные отношения
Исторически, с советских времён, в специализированных вузах Украины было подготовлено значительное количество военных специалистов для нужд вооружённых сил Гамбии. По данным Украинского государственного центра международного образования Министерства образования и науки Украины, по состоянию на 2019/2020 учебный год в украинских высших учебных заведениях учились 55 граждан Гамбии.